# Ибрагимов, Гуломжон Иномович
Гуломжон Иномович Ибрагимов (род. 1958) — заместитель Премьер-министра Республики Узбекистан с 13 июля 2010 года. Хоким (глава администрации) Ташкентской области с 30 октября 2017 года по 4 июня 2019 года.

## Биография
Родился в 1958 году в Пскентском районе Ташкентской области.
В 1980 году окончил Ташкентский политехнический институт по специальности Инженер по автоматизации, в 2003 году — Высшую школу бизнеса при Академии общественного и государственного строительства при Президенте Республики Узбекистан. Гуломжон Иномович имеет степень кандидата технических наук и магистра управления бизнесом. Указом Президента Республики Узбекистан в 2005 году Гуломжон Иномович Ибрагимов был награждён орденом «Мехнат шухрати».

## Карьера
- В 1985—1986 годах — руководитель молодежной организации Алмалыкского химического завода.
- В 1986—1988 годах — помощник директора Алмалыкского химического завода.
- В 1988—1990 годах — заместитель директора Алмалыкского химического завода.
- В 1990—1992 годах — директор Алмалыкского химического завода.
- В 1992—2004 годах — генеральный директор ОАО «Аммофос».
- В 2004—2010 годах — председатель правления государственно-акционерной компании «Узкимёсаноат» («Узхимпром»).
- Указом Президента от 13 июля 2010 года был назначен Заместителем Премьер-министра Республики Узбекистан.
- 30 октября 2017 года освобождён от должности заместителя премьер-министра в связи с назначением на должность Хокима Ташкентской области[5].
- В 2010—2019 годах — председатель Открытого акционерного — коммерческого банк «Узпромстройбанк».
- В 2012—2018 годах — председатель Правления АО «Узбекнефтегаз»
- В 2016—2019 годах — председатель Федерации легкой атлетики Узбекистана.